# Método das partidas dobradas
Em contabilidade, o método das partidas dobradas, ou método veneziano ("el modo de Vinegia") é um sistema padronizado de escrituração usado em empresas e outras organizações para registrar transações financeiras. Sua premissa é de que a condição financeira e os resultados das operações de uma empresa ou organização são melhor representadas por diversas variáveis, chamadas contas contábeis, em que cada uma reflete um aspecto em particular do negócio como um valor monetário. Cada transação financeira é registrada na forma de entradas em pelo menos duas contas, com sentido oposto (débitos e créditos), nas quais o total de débitos deve ser igual ao total de créditos. Foi descrito pela primeira vez por Luca Pacioli no livro Summa de Arithmetica, Geometria, Proportioni et Proportionalità em 1494.
Há de se considerar que uma entidade é uma personalidade jurídica sem existência física, apesar de possuir uma sede. A personalidade física também possui um endereço, mas sem esse endereço ela ainda é uma pessoa física (mas a entidade sem a sede, é apenas um nome). Essa personalidade jurídica tem personalidades físicas como proprietárias, que responderão por ela. Todo o seu patrimônio pertence a seus proprietários ou a terceiros (também personalidades físicas, proprietárias ou não de outras empresas credoras).
Assim, toda transação que ela faz está apenas alterando o seu patrimônio, ou seja, "algo vai, outro algo vem em seu lugar". Uma compra de um bem à vista, por exemplo, esse "haver" chegou à empresa e está representado por uma conta contábil, que será dada entrada no patrimônio por um valor. Concomitantemente, outra conta contábil será igualmente movimentada, a que representa os numerários que se foram (um "dever"), o "caixa". Mesmo que a compra seja a prazo, essa outra conta (caixa) será substituída por uma que representa uma obrigação futura, outra conta contábil de "dever" chamada "contas a pagar".
Vê-se que a partida dobrada representa um registro, patrimonial ou de resultado do período, que representa "algo que vai, simultaneamente a outro algo que vem", portanto, são lançamentos de débito e crédito, ou de haver e dever de igual valor.
Quanto ao débito e crédito, a razão é muito simples. Como o patrimônio da entidade (ativo) pertence às pessoas físicas (dos próprios donos ou de terceiros), representados pelos patrimônio líquido e passivo, respectivamente (vide balanço patrimonial), os ativos passam a ser devedores para com estes proprietários, que são os credores desse patrimônio.
Considerando que o ativo é "devedor", qualquer acréscimo de valor nas suas contas representará um "débito", e qualquer decréscimo de valor, um "crédito". Ao mesmo tempo, qualquer acréscimo de valor numa conta do Passivo ou do patrimônio líquido, será levado a "crédito", e a "débito", se decrescer esse valor. Quanto às contas de resultado, os rendimentos ou as receitas serão "credoras" do patrimônio, e as despesas, "devedoras" do patrimônio.

## História
A ideia do método desenvolveu-se quando se criou a conta capital (em dialeto vêneto, cavedal). A primeira transação financeira da entidade, qual seja, a colocação de dinheiro nas contas da mesma pelos sócios, se escritura assim:
- Débito: conta caixa (ativo);
- Crédito: conta capital (patrimônio líquido ou passivo não exigível).

Por essa simples notação algébrica (CAIXA=CAPITAL), registra-se toda a gama de informações financeiras envolvidas na operação: sabe-se o dinheiro que a entidade poderá investir em seus negócios, sem que se esqueça da obrigação assumida: se encerrar as atividades, ou determinado sócio deixar o empreendimento, a quantia que ele entregou deverá ser formalmente devolvida pela Entidade para as contas do mesmo.[carece de fontes?]
Historicamente, as entradas de débito são registradas no lado esquerdo e as entradas de crédito no lado direito do razão. Em um modelo esquemático conhecido no Brasil como "razonete", as contas são chamadas de contas T devido a sua semelhança com a letra T quando a mesma está vazia, conforme se observa pelo seguinte diagrama:
| Débito | Crédito |
| ------ | ------- |
|        |         |
|        |         |
|        |         |
|        |         |
|        |         |

Em 28 de junho de 1808, a Corte Portuguesa emitiu alvará que incluía a seguinte orientaçãoː

I - Para que o método de escrituração e fórmulas de contabilidade da minha Real fazenda não fique arbitrário, e sujeito à maneira de pensar de cada um dos meus contadores gerais, comunico que sou servido a criar para o referido Erário: ordeno que a escrituração seja a mercantil por partidas dobradas, por ser a única seguida pelas Nações mais civilizadas, assim pela sua brevidade para o manejo de grandes somas, como, por ser a mais clara, e a que menos lugar dá a erros e subterfúgios, onde se esconde a malícia e a fraude dos previcatários.
No Brasil, o método das partidas dobradas, foi definido como obrigatório para os gestores públicos. Consta, no artigo 86 da lei nº 4.320 de 1964, queː

A escrituração sintética das operações financeiras e patrimoniais efetuar-se-á pelo método das partidas dobradas.

## Resumo
Partidas dobradas significa contas duplicadas, visto que cada movimento é registado duas vezes, uma a débito e outra a crédito. Uma transação simples consiste em 2 entradas de sentido oposto, mas podem existir 3 ou mais entradas ao se contabilizarem as taxas, por exemplo. O termo "partida" significa "conta" e este sentido pode ver-se na palavra "contrapartida", ou seja a conta contrária. Devido à técnica de registar cada operação em duas contas com sentido contrário, o método das partidas dobradas constitui um mecanismo de controlo (se o total a débito e a crédito é diferente, então algum lançamento foi mal efetuado). Esta duplicação de registos permite também obter uma informação mais completa sobre o patrimônio da empresa e as variações que sofreu.
No I Congresso Brasileiro de Contabilidade realizado em 1924, foram aprovadas quatro fórmulas de escrituração baseadas no método das partidas dobradas:
- 1ª fórmula: um débito para cada crédito
- 2ª fórmula: um débito e vários créditos
- 3ª fórmula: vários débitos e um crédito
- 4ª fórmula: vários débitos e vários créditos

## Livros contábeis
Nos livros contábeis são registrados os fatos contábeis. Os mais conhecidos são:
- Diário
- Razão
- Caixa
- Contas correntes

### Livro diário
O Livro diário é:
- Obrigatório, pois é regido por lei (no Brasil, pelo Novo Código Civil);
- Principal, pois registra todos os fatos contábeis;
- Cronológico, pois os fatos contábeis são escriturados em ordem cronológica (dia, mês e ano).

O lançamento, no diário, é o registro do fato contábil ocorrido e possui os seguintes elementos essenciais:
- Local e data;
- Conta(s) debitada(s);
- Conta(s) creditada(s);
- Histórico;
- Valor.

Formalidades de Livro diário
O Diário não é só um livro, mas também um documento. Por esta razão, deve observar as formalidades impostas pela legislação pertinente. Tais formalidades podem se referir ao livro antes de ser escriturado (formalidades extrínsecas), ou se referir ao próprio conteúdo da escrituração (formalidades intrínsecas).
- Formalidades extrínsecas
  - livro diário deve ser encadernado;
  - As folhas devem ser numeradas;
  - O livro diário deve ser autenticado na junta comercial (no caso de empresas mercantis) ou no registro civil de pessoas jurídicas (no caso de empresas civis);
  - No livro diário deve haver termo de abertura e termo de encerramento.
- Formalidades intrínsecas
  - A escrituração no diário deve seguir uma ordem cronológica (dia, mês e ano);
  - Na escrituração do diário, não deve haver rasuras, borrões, sinais, linhas em branco, entrelinhas, folhas em branco, etc.;
  - A escrituração deve ser feita em língua e moeda nacionais.

### Livro razão
O livro razão é:
- facultativo pela legislação comercial (Código Comercial) e obrigatório pela legislação fiscal (Regulamento do Imposto de Renda), somente para as entidades obrigadas a declarar imposto de renda com base no lucro real;
- Principal, pois, tal como o diário, registra todos os fatos contábeis;
- Sistemático, pois os fatos são registrados por espécie (por tipo de conta) e não por ordem cronológica. Em outras palavras o livro razão é um conjunto de fichas, onde cada uma representa uma conta.

### Livros caixa e contas correntes
Ao passo que os livros principais (diário e razão) registram todos os fatos contábeis, os livros auxiliares (caixa e contas correntes) registram alguns fatos contábeis. No livro caixa, somente são registrados os fatos que envolvam movimentação de dinheiro. No livro contas correntes, normalmente, são registrados os fatos relacionados aos clientes, fornecedores e bancos, sendo estas contas analíticas.
As contas podem ser classificadas em sintéticas e analíticas. Contas sintéticas são aquelas que não são decompostas em outras subcontas. Contas analíticas são aquelas que podem ser decompostas, como é o caso, por exemplo, das contas de clientes e fornecedores.